# Khalīchīān
Khalīchīān (persiska: خليچيان, خَليچيّان, خِليچيان, خِليچيّان, Khalījīān, خَليجيان) är en ort i Iran.   Den ligger i provinsen Kurdistan, i den nordvästra delen av landet, 400 km väster om huvudstaden Teheran. Khalīchīān ligger 1 755 meter över havet och antalet invånare är 646.
Terrängen runt Khalīchīān är lite bergig.Runt Khalīchīān är det ganska tätbefolkat, med 222 invånare per kvadratkilometer. Närmaste större samhälle är Sanandaj, 12,6 km sydväst om Khalīchīān. Trakten runt Khalīchīān består i huvudsak av gräsmarker.